# اسپلزبری
اسپلزبری (به انگلیسی: Spelsbury) یک روستا و محله مدنی در بریتانیا است که در آکسفوردشر غربی واقع شده‌است. اسپلزبری ۳۰۵ نفر جمعیت دارد.